# Aneuria imitatrix
Aneuria imitatrix är en tvåvingeart som beskrevs av Malloch 1930. Aneuria imitatrix ingår i släktet Aneuria och familjen myllflugor. Inga underarter finns listade i Catalogue of Life.